# Tour de l'Espoir
Le Tour de l'Espoir est une course cycliste organisée en 2018 et 2019 et se déroulant aux mois de janvier et février, au Cameroun. Elle met aux prises uniquement des coureurs espoirs (moins de 23 ans) et fait partie de l'UCI Coupe des Nations U23.

## Histoire
Fondée en 2018, la course intègre dès sa création le calendrier de la Coupe des Nations Espoirs, une première dans l'histoire du cyclisme pour une épreuve africaine. Destinée à faire progresser les cyclistes africains, elle voit le jour sur l'engagement du nouveau président de l'UCI David Lappartient de développer le cyclisme dans ce continent. L'organisation est gérée par Vivendi Sports, qui s'est engagé dans ce projet pour une durée de dix ans, sous la tutelle de la Fédération camerounaise de cyclisme.

## Palmarès
| Année | Vainqueur      | Deuxième          | Troisième           |
| ----- | -------------- | ----------------- | ------------------- |
| 2018  | Joseph Areruya | El Mehdi Chokri   | Mohcine El Kouraji  |
| 2019  | Yakob Debesay  | Natnael Mebrahtom | Santiago Montenegro |